# Darevskia kamii
Darevskia kamii es una especie de lagarto del género Darevskia, familia Lacertidae. Fue descrita científicamente por Ahmadzadeh, Flecks, Carretero, Mozaffari, Böhme, Harris, Freitas & Rödder en 2013.
Habita en Irán (Golestán). Habita en troncos de árboles y el suelo del bosque Hyrcanian.